# Unweaving the Rainbow
Unweaving the Rainbow (Brasil: Desvendando o Arco-Íris / Portugal: Decompondo o Arco-Íris) é um livro de Richard Dawkins, publicado em 1998 que discute a relação entre a ciência e a arte pela perspectiva de um cientista.
Dawkins escreve para combater a percepção das pessoas comuns de que a ciência é entediante, não conseguindo entender porque os cientistas a acham não apenas importante mas também excitante, interessante e bonita. Dirigido pelas respostas ao seu livro O Relojoeiro Cego onde leitores perceberam a sua descrição do mundo como mecânica e sem emoção, Dawkins sentiu a necessidade de explicar que para ele como um cientista o mundo é cheio de maravilhas e uma fonte de prazer; este prazer não era por contrariar, mas pelo fato que ele não assume a causa de ações inexplicáveis ser devida a um ser divino e sim pelo conhecimento das leis da natureza.
Seu ponto de partida é a bem conhecida acusação de John Keats de que Isaac Newton destruiu a beleza do arco-íris explicando-o. O objetivo do livro é mostrar para o leitor que a ciência não destrói, apenas descobre poesia nos padrões e leis da natureza.
Não é de surpreender que Dawkins é um patrocinador do movimento Brights e este livro pode ser visto como uma defesa dos pontos principais desta filosofia.